# Krahô-Kanela
O povo indígena Krahô-Kanela ocupa, em sua maioria, a Terra Indígena Mata Alagada, no município de Lagoa da Confusão, entre os rios Formoso e Javaés, à 300 Km de Palmas, capital do Estado do Tocantins.
Os indígenas Krahô-Kanela, migraram para o sul do Tocantins e habitaram em Região próximo ao município de Lagoa da Confusão - TO, de onde no final dos anos 70 tiveram a terra invadida e fora expulsos pela cervejaria Brahma. Após um longo processo judicial, apenas no ano de 2006 conseguiram retornar as suas terras. Hoje aproximadamente 100 indígenas Krahô-Kanela moram na Aldeia Lankrahé a 55 Km de Lagoa da Confusão - TO.
A etnia sofreu muito durante a demora pela legalização de seus território, passando por diversos municípios diferentes, hoje este povo indígena busca uma retomada aos conhecimentos tradicionais e culturais, tem sua alimentação baseada na pesca a caça, tendo em sua reserva uma grande quantidade e variedades de peixes e caça.